# Ängsholm, Nagu
Ängsholm är en ö i Finland. Den ligger i Nagu i landskapet Egentliga Finland, i den södra delen av landet, 170 km väster om huvudstaden Helsingfors. Arean är 0,46 kvadratkilometer.
Ängsholm ligger tätt intill Brännskär i norr. En grävd kanal skiljer de båda öarna. I övrigt har Ängsholm Anisor i öster, Kirjais i söder, Moisk i sydväst och Storkvivas i väster.